# 파치가

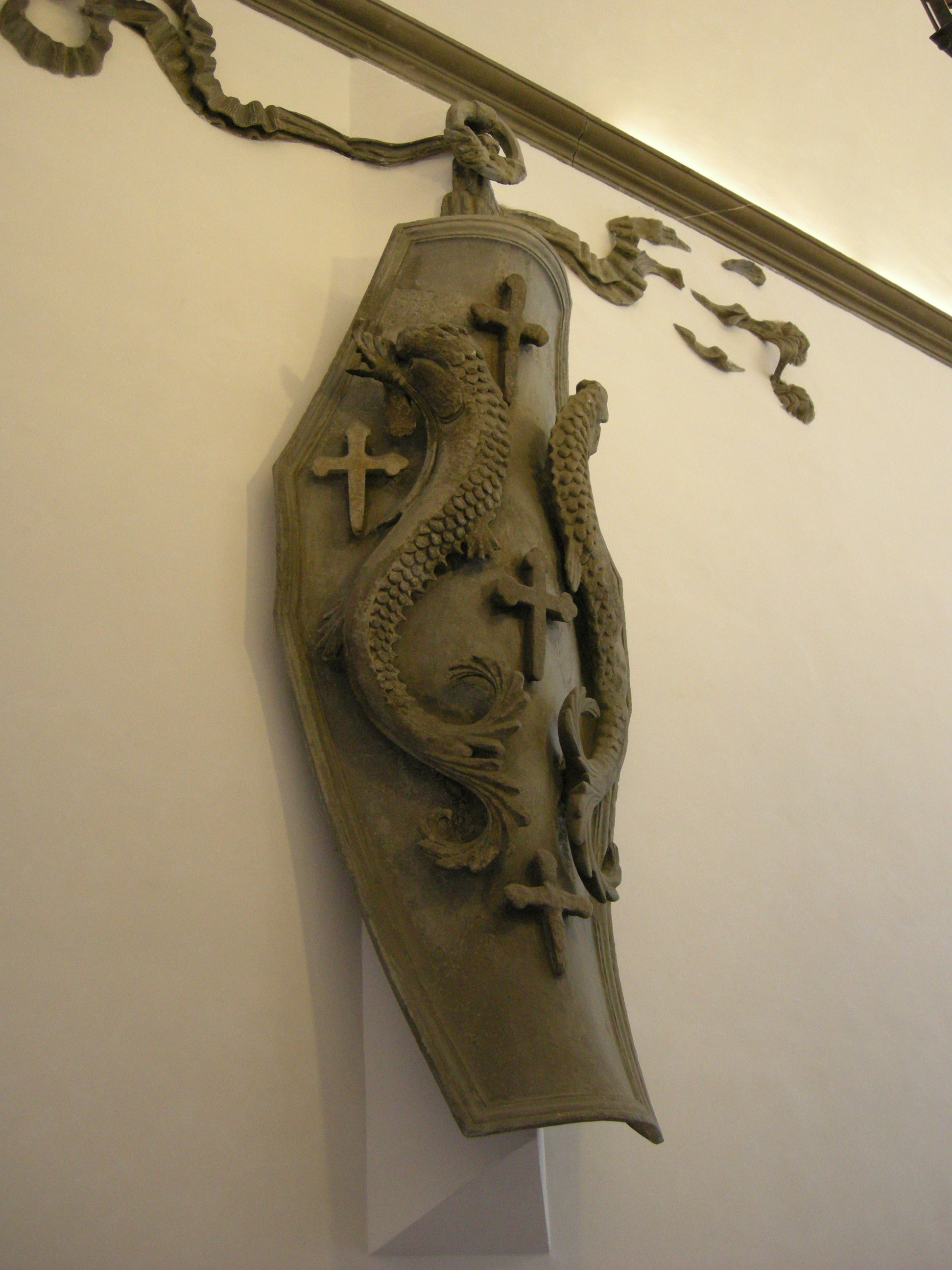
팔라초 파치에 있는 도나텔로 작의 파치 가문 문장.

파치 가(Pazzi family)는 중세와 르네상스 시기 피렌체의 귀족 가문이다. 1342년에 귀족 작위를 얻었고 그리하여 파치 가문 출신들은 공직 자리에 오를 수 있었다. 15세기 동안 그들의 주요 사업은 은행업이였다.

## 가문의 역사
파치 가문의 전설에서 가문은 제1차 십자군 기간 1099년의 예루살렘 공성전에서 처음으로 성벽을 넘었다고 전해지는 파초 디 라니에리(Pazzo di Ranieri)이며, 그는 그 후 추정상 거룩한 무덤 성당에서 가져온 것으로 보이는 부싯돌을 피렌체로 가져왔으며, 현재 그 부싯돌은 산티 아포스톨리 교회에서 보관중이며 성토요일 때 피렌체의 불을 다시 붙일 때 사용된다.:131 이 이야기의 역사적 근거는 19세기 중반 루이지 파세리니 오르시니 데 릴리의 연구 이래로 의혹이 제기되고 있다.
파치 가문의 첫 역사적 언급된 자는 1260년 9월 4일 몬타페르티 전투에서 피렌체 (구엘프) 기병대장이였던 야코포 데 파치였고, 보카 델리 아바티의 명령을 배신하며, 군기를 잃어버리는데 야기하였다.
안드레아 데 파치(Andrea de' Pazzi)는 피렌체 산타 크로체 성당의 프란치스코파를 위한 사제단 회의장의 수호 성인이고 파치 채플 건설을 의뢰했었다.
안드레아의 아들 야코포 데 파치(Jacopo de' Pazzi)는 1464년 가문의 수장이 되었다.:131
굴리엘모 데 파치(Guglielmo de' Pazzi)는 1460년에 로렌초 데 메디치의 딸 비안카 데 메디치와 혼인을 하였다.
프란체스코 데 파치(Francesco de' Pazzi)는 1477년–78년에 벌어진 파치 음모 사건의 공모자 중 한 명이다. 그와 야코포 데 파치, 야코포의 형제 레나토 데 파치(Renato de' Pazzi)는 계획이 실패한 후 처형되었다.:141
마리아 마달레나 데 파치는 가르멜회 수녀이자 신비주의자이며, 1669년에 성인으로 공표되었다.

## 파치 채플

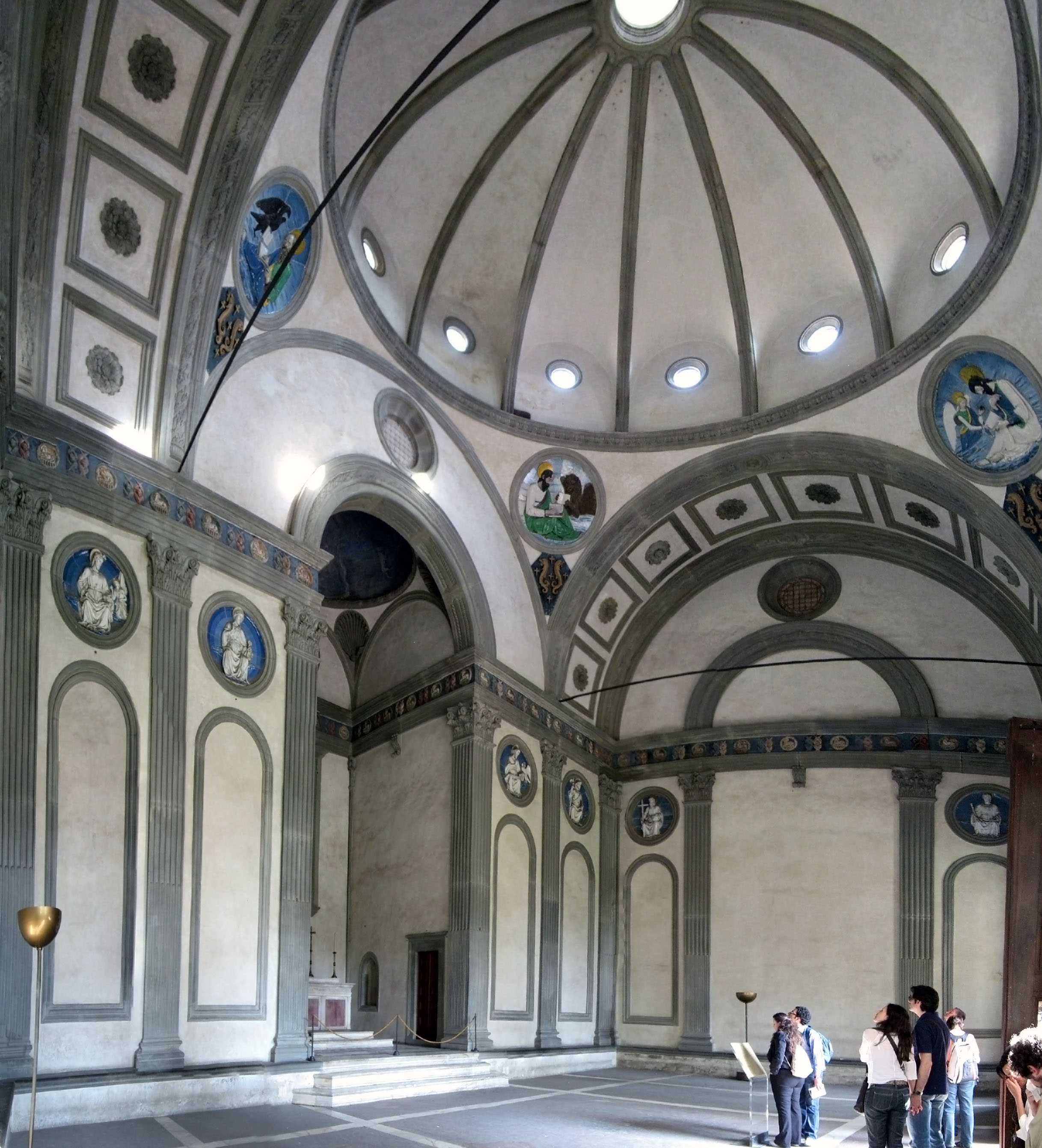
파치 채플의 내부

파치 채플은 필리포 브루넬레스키에 의해 지어졌다. 1442년 산타 크로체 성당의 클로이스터에서 건축이 시작되었다. 전성기 르네상스 디자인은 일반적으로 색이 바래지 않는 지오메트릭 디자인에 피에트라 세레나(pietra serena)와 회반죽을 사용한 자제되고 수수하며, 반구형의 돔이 씌워져 있고, 브루넬레스키 사후 그의 계획에 따라 완성되었다.

## 피렌체의 파치 가문의 궁전

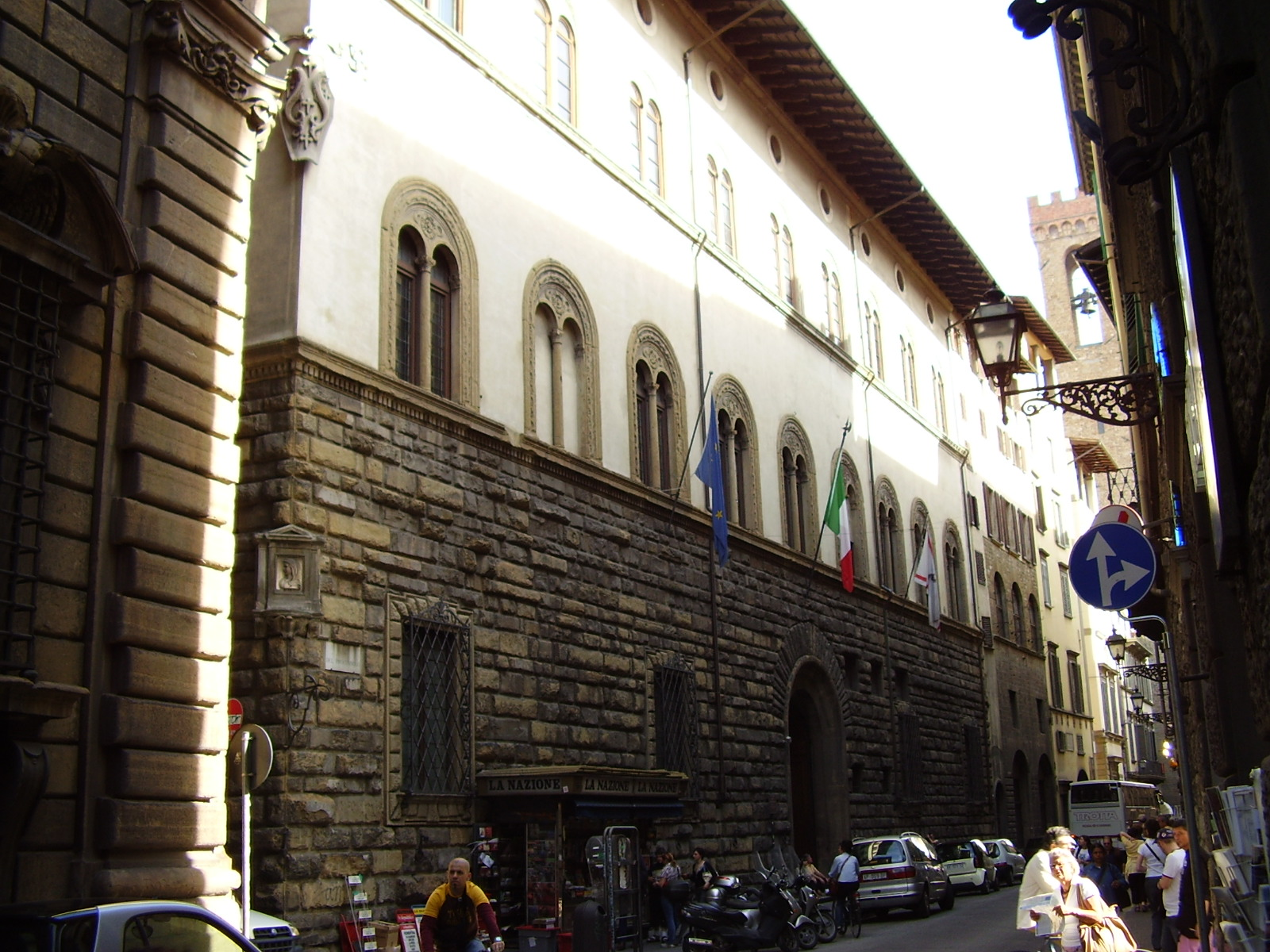
팔라초 파치.

1. 팔라초 파치 (팔라초 파치-쿠아라테시, Palazzo Pazzi-Quaratesi): 보르고 델리 알비치(Borgo degli Albizi)가 비아 델 프로콘솔로(via del Proconsolo)를 통과하는 칸토 파치(canto Pazzi)에 있는 파치 가문의 중심지이며, 야코포 데 파치(Jacopo de' Pazzi)에 의해 의뢰되어, 1462년–72년에 걸쳐 줄리아노 다 마이아노가 지었다. 1층은 전통적인 옐로 오커 사암으로 건목쳐져있고, 2층과 3층에는 신기한 스투코와 브루넬레스키에 영향을 받은 우아한 창문들이 있다. 궁전 중심지에는 스팬드럴에 둥근 보스가 있는 반원의 아치가 3면을 둘러싸고 있다.

1. 팔라초 파치 아만나티는 팔라초 라미레스 데 몬탈보(Palazzo Ramirez de Montalvo)와 팔라초 논피니토 사이에 있는 보르고 델리 알비치에 있는 작은 궁전이다. 피렌체 자연사 박물관 장소 중 한 곳이며, 잠깐의 전시회도 개최했었다. 이곳의 파사드는 바르톨로메오 암만나티가 기여했다.

## 파치가 음모 사건
1477년 초 파치 은행의 로마 지점장인 프란체스코 데 파치(Francesco de' Pazzi)는 교황 식스토 4세의 조카 지롤라모 리아리오와 식스토 4세가 피사 대주교로 임명한 프란체스코 살비아티와 함께 피렌체의 지배자로 군림하던 메디치 일가를 몰아내기 위해 로렌초 데 메디치와 그의 형제 줄리아노를 암살하기로 계획을 세운다.:131 식스토 4세는 이 공모자들에게 전략적 지원을 해주었다.:254 암살 시도는 1478년 4월 26일 피렌체 대성당에서 이뤄졌다. 줄리아노는 사망하였고, 로렌초는 부상을 당했으나 탈출하는데 성공하였다.:254–255 살비아티는 페루자에서 데려온 용병들로 베키오 궁전을 장악하려 했으나 실패하고 말았다.:138 공모자들의 대부분은 곧 체포되어 그 자리에서 사살당하였고, 프란체스코 데 파치를 포함한 5명은 시뇨리아 궁 창문에서 목이 메달려 효수당하였다.:140 파치 가문의 수장인 야코포 데 파치는 피렌체에서 탈출하지만 곧 잡혀 송환되고 말았다. 그는 살비아티의 시체를 분해한 다음에 목이 메달린 뒤 화형에 처했다. 그는 산타 크로체 성당에 매장되었지만, 유해가 파해쳐진 뒤 배수로에 던져졌다. 길거리에서 질질 끌려다닌 후 팔라초 파치 문 앞에 놓았는데, 썩어가던 그의 머리는 조롱하는 의미로 도어 도커로서 사용되었다. 그후에 시체는 아르노강에 던져졌고, 아이들이 이것을 다시 강에서 꺼내 그네 나무에 다시 매달아 매질을 한 후 다시 강에 던져버렸다.:141
파치 가문 일족들은 피렌체에서 추방당했고, 그들의 토지와 재산들은 몰수당하였다. 그들 가문의 명칭과 문장들은 영구적으로 금해졌다. 가문 이름이 공공장소에서 지워졌고, 모든 건물들과 길거리에서도 사라졌다. 돌고래가 있는 그들의 방패(문장) 역시도 사라졌다. 파치라는 성을 가진 그 누구도 새로운 성을 가져야 했으며, 파치 가문과 결혼하려는 이는 관공서에서 금지가 되었다.:142 로렌초의 누이 비안카의 남편 굴리엘모 데 파치(Guglielmo de' Pazzi)는 가택 연금에 그치게 되었다.:141
1494년 피에로 데 메디치 타도 이후, 파치 가문과 많은 정치적 추방자들이 잠시 피렌체로 돌아와 공화국을 재건하였다.